# Shiga Naoya
Shiga Naoya (Nhật: 志賀 直哉 (Chí Hạ Trực Tai) 20 tháng 1 năm 1883 – 21 tháng 10 năm 1971) là nhà văn người Nhật Bản hoạt động mạnh từ thời Minh Trị đến thời Chiêu Hòa, cũng là một trong những thành viên tiêu biểu của phái Shirakaba (白樺派 Bạch Hoa Phái). Được mệnh danh là "vị thần tiểu thuyết", ông có sức ảnh hưởng lớn đến nhiều nhà văn Nhật đương thời.

## Tiểu sử
Shiga Naoya sinh ra tại trấn Ishinomaki, quận Oshika, huyện Miyagi, là con trai thứ hai trong nhà. Cha ông, Shiga Naoharu, làm việc ở chi nhánh Ishinomaki của ngân hàng Dai'ichi; mẹ ông là con gái của một chư hầu trực thuộc phiên Ise-Kameyama. Người anh trước Naoya chết trẻ vào năm trước khi ông sinh ra. Khi Naoya được 2 tuổi, cha ông nghỉ việc ở ngân hàng, chuyển đến Tokyo. Naoya thuở thiếu thời được nuôi dưỡng bởi ông bà, vì bà Naoya cho rằng  anh trai Naoya chết trẻ là do lỗi của mẹ Naoya, nên quyết định đưa đứa cháu về tự tay nuôi nấng để huyết mạch dòng họ không bị đoạn tuyệt. Naoya mỗi đêm đều được bà ôm vào lòng ru ngủ, lớn lên trong sự cưng chiều của bà.
Tháng 8 năm 1895, khi Naoya vừa tốt nghiệp khóa sơ đẳng thuộc Gakushuu'in (nay là Đại học Gakushuin, Tokyo), mẹ ông qua đời. Mùa thu cùng năm đó, cha ông tái hôn với con gái nhà Hán học Takahashi Mototane. Đây cũng là bối cảnh cho tiểu thuyết tự thuật Cái chết của mẹ và người mẹ mới (母の死と新しい母) của ông được đăng năm 1912.
Naoya học tiếp lên khóa trung đẳng, cùng Arishima Ikuma và đồng bạn thành lập hội Kiệm Du (倹遊会) - sau đổi tên thành hội Thân Hữu (睦友会), cho ra mắt tạp chí hội Kiệm Du dưới dạng báo tường. Trong thời gian này, ông viết thơ truyền thống dưới bút danh "chủ nhân lầu Bán Nguyệt" (半月楼主人) và "nửa vầng trăng nơi lầu Kim Ba" (金波楼半月). Tuy nhiên, Naoya vẫn chưa có ý định theo nghiệp văn chương, mà vẫn nhắm đến những công việc như quân nhân Hải quân hay doanh nhân. Ông cũng khá yêu thích thể thao, đặc biệt là chạy xe đạp.
Lên khóa cao đẳng, ông quyết định theo nghiệp viết văn, lấy động lực từ những buổi diễn gidayuu của Shounosuke, "muốn tự mình làm gì đó giống [Shounosuke] có thể khiến người ta cảm động". Cùng thời gian này, chịu ảnh hưởng từ truyện cổ Andersen, ông chấp bút viết Cải dầu và tiểu thư (菜の花と小娘). Mặc dù Một sáng ngày (或る朝) được xem như sáng tác đầu tay của Shiga Naoya, tác phẩm này về sau được Naoya gọi là "sáng tác đầu tay theo nghĩa khác".
Naoya tốt nghiệp khóa cao đẳng, đứng thứ 16 trong tổng số 22 học sinh của lớp. Sau đó, ông theo học ngành văn học Anh của Đại học Đế quốc Tokyo; mặc cho hứng thú với những bài giảng của Natsume Sōseki, ông không mấy khi đến lớp. Hai năm sau, ông chuyển sang ngành văn học Nhật Bản, song vì lý do chính là để trì hoãn nhập ngũ, ông càng ngày càng ít đi học. Thêm hai năm nữa, ông chính thức nghỉ học.
Naoya đậu xuất sắc trong kỳ kiểm tra sức khỏe nhập ngũ, gia nhập pháo binh trung đoàn 16 trực thuộc huyện Chiba, nhưng được cho giải ngũ vài tháng sau vì bệnh ở tai. Trước khi nhập ngũ, Naoya có tham gia thành lập tạp chí Shirakaba cùng người bạn từ thuở học khóa trung đẳng là Mushanokōji Saneatsu (Saneatsu nhỏ hơn Naoya 2 tuổi, song học cùng lớp vì Naoya lưu ban do hạnh kiểm kém). Sau khi giải ngũ, ông rời Shirakaba do có tranh cãi về tư tưởng văn học với Saneatsu; về sau ông nguôi ý định nhờ lời xin lỗi và sự thuyết phục từ Saneatsu, song cũng từ đó mà dẫn đến khó xử giữa những người cùng phái Shirakaba. Riêng về Saneatsu, tình bạn giữa hai người có đôi khi gặp khúc mắc như đã nói, song nói đến cùng Saneatsu vẫn là người bạn tốt đồng hành cùng Naoya suốt những năm sau này.
Thời học đại học, Naoya muốn kết hôn cùng người hầu nữ của gia đình, nhưng bị cha mình phản đối. Mâu thuẫn với cha ông không dừng lại ở đó, khi mà cha ông thẳng thừng phủ nhận tương lai văn chương của ông rằng "cứ viết tiểu thuyết thì tương lai tính thế nào" "tiểu thuyết gia thì nên được người gì" lúc Naoya ngửa tay xin tiền xuất bản từ cha như đã được hứa. Ông bỏ nhà đi, chuyển về sống ở trấn Onomichi thuộc huyện Hiroshima.
Nhờ sự giới thiệu của Saneatsu, Naoya được Natsume Sōseki nhờ viết tiểu thuyết dài kỳ trên báo Asahi. Tầm 5 tháng sau, ông chuyển về trấn Matsue thuộc huyện Shimane để bình tâm mà phấn đấu viết văn. Mặc dù sau này Naoya có cho ra đời những tác phẩm lấy cảm hứng và bối cảnh từ giai đoạn sống ở Matsue, sự nghiệp của ông tại thời điểm đó không mấy tiến triển. Hai tháng sau đó, ông lên Tokyo xin rút khỏi tạp chí, và gác bút suốt 3 năm sau đó vì trăn trở tự trách bản thân đã phụ nghĩa với thầy.
Cuối năm 1914, Naoya kết hôn cùng Kadenokōji Sadako, em họ ngoại của Mushanokōji Saneatsu. Sadako nghỉ học 2 năm trước khi tốt nghiệp trường nữ sinh quý tộc, lại từng có một đời chồng, nên cha Naoya không chấp nhận cuộc hôn nhân này và mâu thuẫn giữa hai cha con càng thêm sâu sắc. Đám cưới của Naoya và Sadako được tổ chức trong khuôn viên nhà Mushanokōji; đến dự chỉ có song thân nhà Mushanokōji và nhà Kadenokōji, cùng vài người bạn đến dự tiệc tổ chức ở nhà hàng. Liền năm sau đó, cha Naoya xóa tên ông khỏi hộ tịch. Vợ chồng Naoya có tất cả sáu người con gái và 2 người con trai, có điều cả con gái đầu lẫn con trai đầu đều chết trẻ.
Khi Natsume Sōseki qua đời, Naoya vô cùng đau buồn, song ông cũng lấy đó làm động lực viết và "sẽ không viết thể loại khác cho đến khi cho ra tác phẩm tốt được đăng trên báo Asahi" để bù đắp việc ông phụ nghĩa với thầy. Tác phẩm Nơi mũi đất pháo đài (城の崎にて) ra đời trong hoàn cảnh đó, trở thành một trong những tác phẩm tiêu biểu của Naoya cũng như thể loại tiểu thuyết tâm tình (心境小説). Naoya sau đó cũng hóa giải khúc mắc với cha mình, khắc họa lại trải nghiệm khi đó bằng truyện ngắn Hòa giải (和解).
Naoya chuyển chỗ ở khá thường xuyên vì lý do gia đình cũng như lý do sức khỏe; sự nghiệp viết văn của ông vì nhiều lý do chủ quan cũng như khách quan thường hay đứt đoạn.
Năm 1942 thời chiến tranh Thái Bình Dương, Singapore đầu hàng (シンガポール陥落) do Naoya viết được đọc và phát trên đài phát thanh, cũng được xuất bản trên báo Văn nghệ cùng năm. Nội dung bài viết ca ngợi chiến thắng Trận Singapore và bản thân Naoya cũng đồng tình với làn sóng chung trong nước hưng phấn vì thắng trận, nhưng ông giữ yên lặng suốt 3 năm sau. Dazai Osamu cũng có đả kích bài viết này qua bài phê bình Như tôi được nghe (如是我聞), song thời bấy giờ ông được nhiều nhà văn khác ủng hộ, chưa kể đến việc bài viết này không đáng kể so với những người khác trong phái Shirakaba công khai chủ chiến như Mushanokōji Saneatsu và Takamura Kōtarō. Về sau, Mushanokōji và Takamura nhanh chóng trở thành đối tượng chịu truy cứu trách nhiệm chủ chiến, song Naoya không bị nhắm đến.
Sau chiến tranh, Naoya tiếp tục sự nghiệp viết văn. Ông nhận Huân chương Văn Hóa cùng Tanizaki Junichirō vào năm 1949.
Năm 1952, Naoya cùng vài người bạn đi du lịch châu Âu kỷ niệm ông tròn 70 tuổi. Ông ghé thăm các địa danh cũng như các viện bảo tàng của Ý, Pháp, Tây Ban Nha, và Bồ Đào Nha; nhưng do sức khỏe suy kém khi đến Luân Đôn, ông bỏ qua kế hoạch đi Bắc Âu và Mỹ để đáp máy bay về nước sớm.
Năm 1955, Naoya dọn về trấn Tokiwamatsu, quận Shibuya; số lượng sáng tác ông cũng dần giảm đi. Tùy bút Giọt nước trong dầu (ナイルの水の一滴) viết năm 1969 đánh dấu chấm hết cho sự nghiệp viết văn của ông.
Năm 1971, Naoya qua đời tại bệnh viện Trung ương Kanto do viêm phổi cũng như suy yếu tuổi già. Thể theo di nguyện, lễ tang của ông được tổ chức không theo nghi thức tôn giáo nào. Tro cốt của ông được chôn ở nghĩa trang Aoyama, nhưng bị trộm đào mất vào năm 1980 và không rõ tung tích cho đến nay.

## Văn phong
Một phần không nhỏ trong số tác phẩm Shiga Naoya đã viết thuộc thể loại tiểu thuyết tự thuật (私小説), lấy cảm hứng từ những sự kiện có thật trong cuộc đời ông.
Naoya được công nhận là bậc thầy của chủ nghĩa hiện thực, cùng với văn phong gãy gọn diễn tả đối tượng một cách chân thực và sắc nét. Người ta đánh giá cao văn phong không chút thừa thãi của ông, xem đó là một trong những phong cách văn học lý tưởng. Ông được nhiều nhà văn trẻ đương thời (như Akutagawa Ryūnosuke và Kikuchi Kan) hâm mộ, và được ca tụng là "vị thần tiểu thuyết" từ tiểu thuyết ngắn Thần của cậu học việc (小僧の神様).

## Tác phẩm tiêu biểu
- Ki no saki nite (城の崎にて Nơi mũi đất pháo đài?) (1920)
- 和解 (Wakai Hòa giải?) (1917)
- Kozou no kami-sama (小僧の神様 Thần của cậu học việc?) (1920)
- 暗夜行路 (Anyakouro Đường lộ đêm đen?) (1921 và 1937)
- Hai'iro no tsuki (灰色の月 Ánh trăng màu xám?) (1946)